# Kasteel van Neigem

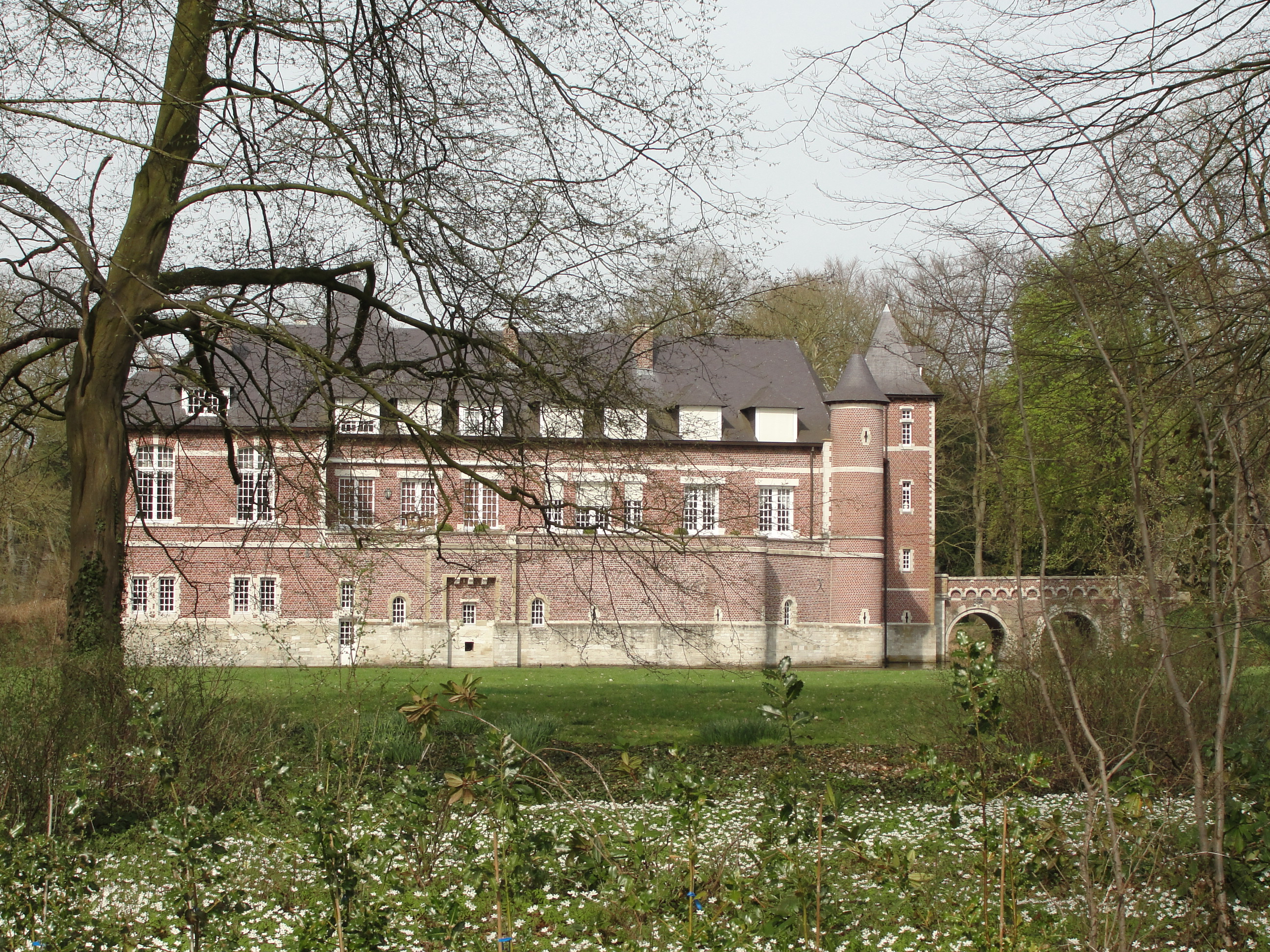
Kasteel van Neigem

Het Kasteel van Neigem is een kasteel in de tot de Oost-Vlaamse gemeente Ninove behorende plaats Neigem, gelegen aan de Halsesteenweg 357-359.

## Geschiedenis
Reeds in de 12e eeuw werd melding gemaakt van een kasteel op deze plaats dat vanaf de 13e eeuw werd bewoond door de heren Van Wedergraete. In de 18e eeuw werd het kasteel ingrijpend verbouwd. Omstreeks 1900 werd het getroffen door brand en daarna geheel herbouwd. In 1949 werd het kasteel opnieuw gewijzigd waarbij onder meer een verdieping werd verwijderd.

## Gebouw
Het volledig omgrachte kasteel is gebouwd in een neotraditionele stijl. De basis van het kasteel is nog wel origineel, met kelders en fundamenten. Het poortgebouw is 18e-eeuws. Ten noordoosten van het kasteel vindt men een duiventoren en een houten brug.